# Most Margaret Hunt Hill
Most Margaret Hunt Hill je most v Dallasu v Teksasu, ki prečka reko Trinity. Most je poimenovan po Margaret Hunt Hill, dedinji in filantropinji. Most je bil zgrajen v okviru projekta Trinity River. Zasnoval ga je Santiago Calatrava in je eden od treh takšnih mostov, ki naj bi jih zgradili čez Trinity; drugi, most Margaret McDermott, je dokončan; tretji odpovedan. Razpon je vzporeden z mostom Ronalda Kirka, pohodnim mostom, ki je bil prej most Continental Avenue.

## Zgodovina
Most, ki so ga odprli marca 2012, je prvi v nizu mostov, ki jih je pisarna Santiaga Calatrave zasnovala za prečkanje reke Trinity v središču Dallasa. Most povezuje Spur 366 (Woodall Rodgers Freeway) v središču mesta s Singleton Boulevard v West Dallasu. Gradnja mostu se je začela decembra 2005. Gradnja mostu je stala 117 milijonov dolarjev. Analiza Dallas Morning News je skupne stroške projekta ocenila na 182 milijonov dolarjev. Od leta 2004 je The Trinity Trust Foundation uspešno pridobila zasebna sredstva v podporo projektu Trinity River Corridor, vključno z mostom Margaret Hunt Hill, mostom Margaret McDermott, mostom Ronalda Kirka, cestami in drugimi komponentami projekta.
26. junija 2010 je bil zgrajen značilni 40-nadstropni glavni podporni lok z osrednjim ukrivljenim razponom, ki ga je zdaj mogoče videti veliko milj daleč v več smereh. Lok je dodatna značilnost obzorja Downtown Dallas.
Leta 2012 je most prejel nagrado za izjemne dosežke v gradbeništvu teksaške sekcije Ameriškega združenja gradbenih inženirjev. Most je leta 2012 prejel tudi nagrado Evropske konvencije za jeklene konstrukcije za jeklene mostove.
1. junija 2020 ob približno 21. uri je bilo več sto protestnikov, ki so korakali po mostu, aretiranih v verižnem manevru, ko je dallaška policija protestnike usmerila na most, blokirala demonstracije na obeh straneh, v most pa izstrelila solzivec in poper. nenasilna množica, nato pa za več ur zadržala vse protestnike na mostu. 4. junija je nekdanji načelnik policije v Dallasu U. Reneé Hall sporočil, da protestnikov ne bodo obtožili po večdnevni pozornosti in odzivu članov skupnosti, političnih osebnosti, lokalnih časopisov in aktivističnih skupin.

## Arhitektura
Most s poševnimi zategami je dolg 368 m in glavni razpon 184 m z jeklenim lokom (pilonom), katerega vrh je visok 122 m. Niz zvitih kablov povezuje spodnjo stran ukrivljenega stebra loka s ploščadjo mostu. Oseminpetdeset (58) belih pramenov se spušča od loka in so pritrjeni vzdolž središčne črte ploščadi. Podpora s premerom 4,9 m je sestavljena iz 25 posameznih segmentov, pritrjenih z 9100 kg vijakov in dodatnih 408.233 kg betona. Most ima šest pasov za promet vozil.
Most je zelo podoben dvema od treh mostov, zgrajenih v letih 2005-2006 nad avtocesto Autostrada A1 in povezovalnimi cestami v Reggio Emilii v Italiji, ki jih je Calatrava zasnoval prej. Leta 2009 je Evropska konvencija za jeklene konstrukcije mostovoma podelila nagrado European Steel Design Award, ki navaja, da prvotni vizualni učinki struktur pod različnimi koti dajejo mostoma »videk ogromnih glasbenih instrumentov«.

## Galerija
- Gradnja marec 2010
- Gradnja julija 2010
- Most Margaret Hunt Hill z obzorjem Dallasa v ozadju (maj 2014)
- Most Margaret Hunt Hill kot pogled s stolpa Reunion (avgust 2015)
- Most Margaret Hunt Hill marca 2020